# Powiat Schwerin (Warthe)
Ten artykuł należy dopracować:

przedstawiono sytuację tylko z niemieckiej perspektywy – artykuł powinien być przekrojowy.
Pomóż go poprawić. 
Powiat Schwerin (Warthe), Powiat Schwerin a./W., Powiat Schwerin an der Warthe (niem. Landkreis Schwerin (Warthe), Kreis Schwerin (Warthe), Landkreis Schwerin a./W., Kreis Schwerin a./W., Landkreis Schwerin an der Warthe, Kreis Schwerin an der Warthe; pol. powiat skwierzyński) – dawny powiat na terenie kolejno Prus, Cesarstwa Niemieckiego, Republiki Weimarskiej oraz III Rzeszy, istniejący od 1887 do 1945. Od 1 sierpnia 1922 należał do rejencji pilskiej, w prowincji Marchia Graniczna Poznańsko-Zachodniopruska, a od 1 października 1938 należał do rejencji frankfurckiej, w prowincji Brandenburgia. Teren dawnego powiatu leży obecnie w Polsce, w województwie lubuskim. Siedzibą władz powiatu było miasto Schwerin an der Warthe.

## Historia
Powiat powstał 1 października 1887 w Prowincji Poznańskiej, w rejencji poznańskiej z części powiatu Birnbaum. Od 20 listopada 1919 powiat administrowany jest z miasta Schneidemühl. 10 stycznia 1920 po ustaleniach traktatu wersalskiego wschodnia część powiatu trafiła do Polski. Od 1 lipca 1922 powiat należał do prowincji Marchia Graniczna Poznańsko-Zachodniopruska, rejencji pilskiej. 1 października 1938 po rozwiązaniu Marchii Granicznej powiat należał do prowincji Brandenburgia, rejencji frankfurckiej.
Na terenie powiatu 1 stycznia 1945 znajdowały się:
- dwa miasta Blesen (Bledzew) i Schwerin an der Warthe (Skwierzyna)
- 41 innych gmin
- trzy majątki junkierskie.